# Todor Bogdanov
Todor Bogdanov (in bulgaro Тодор Богданов?; Sofia, 1953) è un ex cestista bulgaro.

## Carriera
Con la Bulgaria ha disputato due edizioni dei Campionati europei (1977, 1979).